# Concours Rotary de musique pour la jeunesse
Le concours Rotary de musique pour la jeunesse a été créé par le Club Rotary « Moscow International » en 2002. Ce concours est devenu international à partir de 2004 ; en mars 2014 aura ainsi lieu la 12e édition du concours dans la salle de concert du Conservatoire Tchaïkovski de Moscou.
Peuvent participer tous les enfants âgés de 8 à 12 ans, pratiquant l’un des instruments suivants : piano, violon, violoncelle, et instruments à vent. La participation est gratuite.
Ce concours est soutenu par les plus célèbres musiciens russes, comme Vladimir Spivakov, Yuri Bashmet, ou encore Natalia Gutman, qui  fut présidente du jury en 2004.
Les participants doivent envoyer par l’intermédiaire d’un Club Rotary (de préférence de leur ville ou de leur pays) un enregistrement montrant leur interprétation de morceaux du répertoire classique ; support : soit cassette vidéo, soit DVD. Ils peuvent choisir, soit un morceau de 20 à 30 minutes, soit 2 morceaux de 10 à 15 minutes, soit 3 morceaux de 7 à 10 minutes.
Le Jury choisira les 14 meilleurs candidats, qui seront ainsi invités aux demi-finales à Moscou. Après une audition publique, les 7 meilleurs participeront à la finale.

## Lauréats
La dotation varie entre 1500 et 3000$ selon les années; depuis 2017 le 1er prix est doté de 2000 $.
- 2019 Chepkin Ivan (piano, Russie) et Melkumov Dmitriy (haubois, Russie)
- 2017 Alexander Davidiuk (piano, Russie)
- 2016 Matvey Blumin (violon, Russie) et Park Boogyeom (violon, Corée)
- 2015 Leia Zhu (violon, Royaume-Uni)
- 2014 Joshua Noronha (piano, Australie)
- 2013 Yi Ting Ong (flute, Singapour)
- 2012 Pan Arina (piano, Russie) et Matveeva Maria (piano, Russie)
- 2011 Matvey Sherling (saxophone, Russie)
- 2010 Pak Di Na (flute, Russie)
- 2009 Yaegy Park (violon, États-Unis) et Georgy Krizhnenko (piano, Russie)
- 2008 Martin Garcia Garcia (piano, Espagne)
- 2007 Alexandra Lee (violon, Russie)
- 2006 Anna Savkina (violon, Russie)
- 2005 Narek Arutyunyan (clarinette, Russie) « Grand Prix » et Sergey Belyavsky (piano, Russie) « 1er Prix »
- 2003 Anna Denissova (piano, Russie)
- 2002 Roman Kim (violon, Russie) et Emma Alikova (violon, Russie)